# President’s Cup 2015
Der President’s Cup 2015 war ein Tennisturnier der ATP Challenger Tour 2015 für Herren und ein Tennisturnier des ITF Women’s Circuit 2015 für Damen in Astana. Sie fanden zeitgleich vom 27. Juli bis zum 2. August 2015 statt.